# Nina Rotjeva
Nina Petrovna Rotjeva (ryska: Нина Петровна Рочева), född Seljunina den 13 oktober 1948, död 8 januari 2022,  var en rysk längdskidåkare som tävlade för Sovjetunionen under 1970- och 80-talen. Hennes största meriter är som stafettåkare. Rotjeva tog ett OS-silver i stafett 1980, och tog i VM-sammanhang ett stafettguld 1974 och ett brons 1978.